# Malice Mizer

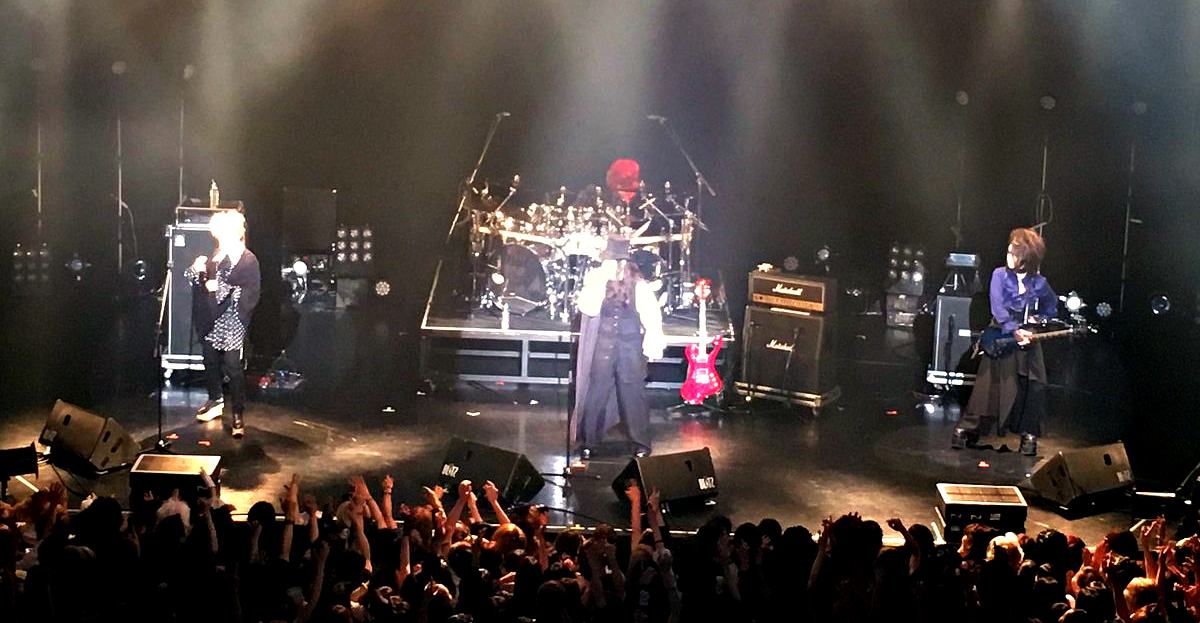
Közi, Yu~ki und Mana (2016)

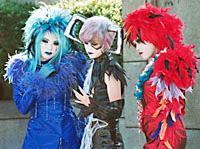
Jugendliche Visual-Kei-Fans im Stil der Gruppe Malice Mizer in Tokio (1998)

Malice Mizer war eine vom August 1992 bis Juli 2001 bestehende japanische Band. Sie hatte großen Einfluss auf den Visual-Kei-Stil und gilt damit als ein Meilenstein in der Geschichte desselben. Ihre Musik nimmt Einflüsse aus Hard Rock, Metal, Barock, französischen Chansons und Pop auf.
Der Name ist angelehnt an die französischen Wörter malice (dt. Hinterlist) und misère (dt. Leid) und stellt das Motto der Band dar.

## Bandgeschichte
Malice Mizer wurde 1992 von Mana und Közi gegründet, die in derselben Karaoke-Bar gearbeitet hatten. Bald waren auch Yu~ki am Bass, Tetsu als Sänger und Gaz als Schlagzeuger gefunden. Ihre erste Single war Speed of Desperate, welche 1993 auf einer Brain Trash genannten Compilation erschien. Ihr erster öffentlicher Auftritt fand am 31. Oktober 1992 statt. Kurze Zeit später verließ Gaz die Band, um zu Kneuklid Romance zu wechseln, und im Austausch dafür, schloss sich deren Drummer Kami nunmehr Malice Mizer an.
1994 wurde Malice Mizers erstes Album Memoire bei Manas eigens dafür gegründeten Indie-Label Midi:Nette herausgebracht. Bei einer Auflage von 3000 Stück war es schon über die Vorbestellung ausverkauft und musste nachproduziert werden. Auch die 21.000 Deluxe-Versionen der CD sind inzwischen vergriffen. Danach verließ Sänger Tetsu die Band; als Grund wurden „musikalische Differenzen“ angegeben. Mit Sänger Gackt im Jahr 1995 fanden sie dann den passenden Sänger sowie ihr Image und den außergewöhnlichen Musikstil. Ihr Fanclub Ma chèrie wurde eröffnet.
1996 veröffentlichte die Band ihr zweites Album Voyage ~sans retour~. Damit nahm ihre Popularität enorm zu, so dass sie 1997 zum Nippon Columbia Majorlabel wechseln konnten, unter dem sie ihr erfolgreichstes Album Merveilles veröffentlichten. Während ihre erste Major-Single Bel Air (Verte Aile) ~kūhaku no toki no naka de~ bis Platz 20 kam, landete das Album auf Platz 2 der japanischen Oricon-Charts. Dazu drehten sie auch einen Kurzfilm unter dem Titel Verte Aile.
Im Januar 1999 verließ Sänger Gackt die Band. Über den Grund dafür wurde viel spekuliert, der Autobiographie des Sängers zufolge, soll die Band ihn aufgrund musikalischer Differenzen darum gebeten haben. Um Malice Mizer wurde es wieder ruhiger, da Gackt auch einige Fans mitgenommen hatte. Die Band wechselte zurück zu Midi:Nette, Schlagzeuger Kami starb plötzlich an einer Gehirnblutung.
Aus einigen unveröffentlichten Songs aus Kamis Feder veröffentlichte die Band, die nunmehr aus Mana, Közi und Yu~ki bestand, die Shinwa ~Kami’s Memorial Box~ an dessen Geburtstag. Man entschied, keinen neuen Schlagzeuger zu engagieren, sondern nur noch Support-Mitglieder zu beschäftigen. Kami wird auf folgenden Veröffentlichungen immer als „Eternal Blood Relative“ genannt.
Immer noch ohne Sänger veröffentlichte die Band einige instrumentale Stücke. 2000 konnten Malice Mizer dann Klaha, der in den 1990ern Sänger von Pride of Mind war, für sich gewinnen. Im selben Jahr noch veröffentlichten Malice Mizer ihr letztes Album Bara no Seidou. 2001 drehten sie auch zu diesem Album einen Film, der Bara no Konrei heißt. Sie veröffentlichten noch einige Singles wie Beast of Blood oder Garnet ~Kindan no Sono e~. Kurz darauf trennten sich Malice Mizer.

## Musik
Malice Mizer fielen in vielerlei Hinsicht aus dem Rahmen. Auch ihre Musik führte dazu, für die Mana sowohl als Komponist als auch als Texter maßgeblich verantwortlich war. War sie am Anfang mit Sänger Tetsus kalter Stimme noch sehr verschieden und experimentell, konnte auch damals schon der Einfluss klassischer Musik in der sonst sehr rockigen und melodiösen Musik gehört werden.
Mit Gackts warmer und melodischer Stimme, und durch seine Beteiligung an den Kompositionen, wurde die Musik noch melodischer und noch stärker von französischen Chansons beeinflusst. Es fanden aber auch poppige Klänge Einzug. Während einige Stücke an Zirkusmusik erinnern, gleichen andere melancholischeren Orgelwerken. Dabei wird der Aspekt der Rockmusik jedoch nicht vernachlässigt. Die große Verschiedenheit der einzelnen Musikstücke, vor allem auf dem Album „Merveilles“, ist ein wichtiger Aspekt dieser Ära.
Mit Kamis Tod und Klahas ungleich dunkleren und ausgebildeten Opernstimme wurde die Musik sehr düster. Orgel-, Spinettklänge und starke Einflüsse klassischer Musik dominieren ab jetzt ihre Musik. Es wurden auch Chöre zur Unterstützung des Sängers eingesetzt, die in einigen Musikstücken den Sänger auch komplett ersetzten.

## Bandkonzept
Der zweite Grund, aus dem Malice Mizer viel Aufmerksamkeit zuteilwurde, war ihre starke Identifizierung mit dem Visual Kei, den sie dadurch gleichzeitig um einen neuen Aspekt bereicherten. Sie gelten daher auch als Meilenstein in der Geschichte des Visual Kei.
Visual Kei steht für die optische Aufmachung von Bands, die zumeist durch Make-up die feminine Seite der Mitglieder betont und deren Anhänger oft durch Lack- und Lederklamotten und wilde, bunte Haarfrisuren auffallen. Seit Malice Mizer fasst man unter Visual Kei auch andere, zumeist New-Romantic- und Gothic-ähnliche Kleidungsstile zusammen.
So erarbeiteten die Mitglieder der Band ein Konzept, das sich sowohl in Videoclips als auch den in Konzerten widerspiegelte. Die Texte des Albums Merveilles stellen quasi eine Geschichte dar, die auf Videoclips und auf der Bühne vor Kulissen, die an den französischen Barock erinnern, von den Mitgliedern dargestellt wurde. Die Mitglieder bekamen eine bestimmte Rolle und Farbe zugeordnet, die sie in einer sehr pompösen, gotischen, vampirischen, androgyn-femininen und an die Kleidung französischer Adliger zu Zeiten Ludwig XIV. erinnernden Aufmachung ausfüllten. So hatte Mana die Rolle der Dame inne und trat bei Konzerten immer in aufwendigen Frauenkleidern auf, während Közi beispielsweise den Pierrot spielte und in einer Aufmachung erschien, die an das Narrenkostüm erinnert.
Ein ähnliches Konzept hatte später die Visual-Kei-Band Lareine, nur dass dort nicht Farben, sondern Blumen zugeordnet waren.
Dieses Konzept behielten sie auch bei als Sänger Klaha zur Band stieß, nur dass sowohl Kleidung als auch Musik sehr viel dunkler und gotischer waren als zuvor.

## Mitglieder
Mana

Sein bürgerlicher Name, sowie Geburtsjahr sind unbekannt. Mana (* 19. März in Hiroshima) war Gitarrist und bediente den Synthesizer, außerdem war er zusammen mit Közi Bandgründer und Bandleader. Er betätigte sich weiterhin als Choreograph. Nach dem Konzept der Band übernahm Mana die Rolle der „Dame“, seine Hauptfarbe war Blau. Mana gründete 2002 sein Soloprojekt Moi dix Mois und widmet sich nebenher einer erfolgreichen Karriere als Modedesigner für sein Gothic-Lolita-Label Moi-même-Moitié.
Tetsu
Takano Tetsu (* 12. Dezember in Tokio) war bis 1995 Sänger der Band. Der offizielle Grund seines Bandaustritts waren musikalische Differenzen. Ob es eine Trennung mit beiderseitigem Einverständnis gewesen ist, darüber wurde spekuliert, Tatsache ist, dass Tetsu laut seinem Internet-Blog noch heute den Kontakt mit seinen ehemaligen Bandkollegen pflegt. Nach Malice Mizer war er bei den Bands MEGA 8 BALL, dann Zigzo, die mittlerweile getrennt sind und später Nil.
Gackt

(* 4. Juli 1973, Okinawa) Sein bürgerlicher Name ist nicht bekannt. Er war nach Tetsu bis 1999 Sänger der Band. Er war der „Prinz“, seine Farben waren vorwiegend Schwarz oder Weiß. Gackt startete nach dem Verlassen der Band eine sehr erfolgreiche Solokarriere. Er spielt in Werbefilmen mit und hat mit Hyde (L’Arc~en~ciel) einen Film („Moon Child“) gedreht.
Klaha
Haruna Masaki (* 3. Mai in Osaka) wurde als Klaha der dritte Sänger der Band. Er übernahm von Gackt die Rolle des „Prinzen“, sowie dessen Farben. Vorher hatte er in der Band Pride of Mind gesungen. Nach der Trennung von Malice Mizer startete auch er eine Solokarriere als Popmusiker, pausiert aber seit Langem. Klaha hat eine Ausbildung als Opernsänger.
Kami
Kami (jap. 神村右狂, Kamimura Ukyō, * 1. Februar 1972 in der Präfektur Ibaraki; † 21. Juni 1999), war Drummer Malice Mizers. Sein Markenzeichen war sein langes Haar, das ihm lange Zeit fast bis zu den Knien reichte. Sein Thema war der „Schmetterling“, seine Farbe Lila. Er starb sehr plötzlich an einer Gehirnblutung. Mit seinem Tod trat eine musikalische Veränderung in der Band ein. Er wurde seitdem bei jeder neuen Veröffentlichung im Cover als Eternal blood relative genannt, die Band spielte seitdem nur mit Support-Schlagzeugern.
Kami begeisterte sich schon früh für Musik. Als er in der 5. Klasse der Grundschule war, spielte er erstmals Perkussionsinstrumente auf einem Schulfestival. Bis zur Highschool spielte er dann nicht mehr, aber er hörte weiterhin Musik und sah sich gern Sendungen wie Best Hits USA, Duran Duran und The Culture Club an. In der Highschool beschlossen er und ein Freund dann, eine Band zu gründen. Ursprünglich wollte er Gitarrist werden, aber da er das nicht gelernt hatte und vorher schon Percussion-Instrumente gespielt hatte, wurde er letztendlich Schlagzeuger. Kami nahm sich einen Teilzeitjob, sparte das Geld und kaufte schließlich ein einfaches Schlagzeug.
Nachdem er die High School abgeschlossen hatte, brach die Band, in der er bis dahin gespielt hatte und die auch schon bei kleinen Wettbewerben gewonnen hatte, plötzlich auseinander. Kami wechselte von Hard Rock zu Punk, da er meinte, sein reales Leben wäre auch so miserabel wie Punkmusik. Aber schließlich stellte Kami fest, dass er Musik machen wollte, die mehr Technik erforderte und fand so zum Visual Kei. Schließlich trat er einer Band bei, die Kneuklid Romance genannt wurde. Bei einem Live-Auftritt 1993 wurde er von Malice Mizers Bassisten Yu~ki gefragt, ob er sich ihnen anschließen wolle, was Kami aber vorerst ablehnte. Erst nach einem Telefonat mit Gitarrist Mana stimmte er zu. Nachdem er ein halbes Jahr nur vorläufiges Mitglied gewesen war, trat er der Band dann offiziell bei. Kami wollte unbedingt selbst Lieder komponieren und kaufte sich extra einen Synthesizer dafür. Auch Gitarrenstücke komponierte er. So entstanden die drei Lieder Mori no naka no tenshi, Unmei no Deai und Saikai no chi to bara, die erst nach seinem Tod auf der CD Kami’s Memorial Box (auch bekannt unter dem Namen Shinwa) veröffentlicht wurden.
Yu~ki
Yu~ki (* 8. August in Fukuoka) trat der Band als Bassist bei. Er verkörperte meist den „Vampir“, wobei seine Farben Orange oder Gelb waren. Von momentanen Aktivitäten Yu~kis ist nichts bekannt, außer dass er den Songtext zu Közis Song Memento schrieb.
Közi
Közi (* 29. Mai in Niigata) war Bandgründer, Gitarrist und am Synthesizer. Vor Malice Mizer gehörte er den Bands Girl, Beyond The Reinsight und Matenrou an. Er war der „Pierrot“ und seine Farbe war Rot. Momentan ist er Mitglied bei Haruhiko Ashs Band Eve of Destiny und verfolgt außerdem ein Soloprojekt.

## Diskografie

### Studioalben
| Jahr | Titel                                          | Höchstplatzierung, Gesamtwochen, AuszeichnungChartsChartplatzierungen (Jahr, Titel, Platzierungen, Wochen, Auszeichnungen, Anmerkungen) | Anmerkungen                              |
| Jahr | Titel                                          | JP | Anmerkungen                              |
| ---- | ---------------------------------------------- | --- | ---------------------------------------- |
| 1998 | Merveilles                                     | JP2 Gold · (16 Wo.)JP | Erstveröffentlichung: 18. März 1998      |
| 1999 | 再会の血と薔薇                                 | — | Erstveröffentlichung: 1. November 1999   |
| 2000 | Shinwa (神話)                                  | JP29 (2 Wo.)JP | Erstveröffentlichung: 1. Februar 2000    |
| 2000 | Bara no Seidou (薔薇の聖堂)                    | JP17 (3 Wo.)JP | Erstveröffentlichung: 23. August 2000    |
| 2004 | La Collection des Singles – L’edition Limitee  | JP30 (2 Wo.)JP | Erstveröffentlichung: 29. September 2004 |
| 2005 | La Collection „merveilles“ – L’edition Limitee | — | Erstveröffentlichung: 5. Oktober 2005    |
| 2006 | La Collection des Singles – Standard Edition   | JP262 (1 Wo.)JP | Erstveröffentlichung: 19. Juli 2006      |
| 2006 | La meilleur selection de Malice Mizer          | JP82 (2 Wo.)JP | Erstveröffentlichung: 18. Oktober 2006   |

### Singles
| Jahr | Titel Album                                                  | Höchstplatzierung, Gesamtwochen, AuszeichnungChartsChartplatzierungen (Jahr, Titel, Album, Platzierungen, Wochen, Auszeichnungen, Anmerkungen) | Anmerkungen                             |
| Jahr | Titel Album                                                  | JP | Anmerkungen                             |
| ---- | ------------------------------------------------------------ | --- | --------------------------------------- |
| 1997 | ヴェル・エール～空白の瞬間の中で～ Merveilles                | JP20 (6 Wo.)JP | Erstveröffentlichung: 19. Juli 1997     |
| 1997 | Au Revoir Merveilles                                         | JP10 (11 Wo.)JP | Erstveröffentlichung: 3. Dezember 1997  |
| 1998 | Gekka no Yasoukyoku Merveilles                               | JP11 Gold · (12 Wo.)JP | Erstveröffentlichung: 11. Februar 1998  |
| 1998 | Illuminati Merveilles                                        | JP7 (8 Wo.)JP | Erstveröffentlichung: 20. Mai 1998      |
| 1998 | Le Ciel ~Kuuhaku no Kanata E~ Merveilles                     | JP4 (6 Wo.)JP | Erstveröffentlichung: 20. Mai 1998      |
| 1999 | Saikai no Chi to Bara –                                      | JP17 (4 Wo.)JP | Erstveröffentlichung: 1. November 1999  |
| 2000 | Kyomu no Naka de no Yuugi Bara no Seidou                     | JP22 (3 Wo.)JP | Erstveröffentlichung: 31. Mai 2000      |
| 2000 | Shiroi Hada ni Kuruu Ai to Kanashimi no Rondo Bara no Seidou | JP36 (2 Wo.)JP | Erstveröffentlichung: 26. Juli 2000     |
| 2001 | Gardenia –                                                   | JP39 (3 Wo.)JP | Erstveröffentlichung: 30. Mai 2001      |
| 2001 | Beast of Blood –                                             | JP36 (2 Wo.)JP | Erstveröffentlichung: 21. Juni 2001     |
| 2001 | Mayonaka ni Kawashita Yakusoku Bara no Seidou                | JP50 (1 Wo.)JP | Erstveröffentlichung: 30. Oktober 2001  |
| 2001 | Garnet ~Kindan no Sono E~ –                                  | JP39 (2 Wo.)JP | Erstveröffentlichung: 30. November 2001 |

### Videoalben
| Jahr | Titel                                                                            | Höchstplatzierung, Gesamtwochen, AuszeichnungChartsChartplatzierungen (Jahr, Titel, Platzierungen, Wochen, Auszeichnungen, Anmerkungen) | Anmerkungen                             |
| Jahr | Titel                                                                            | JP | Anmerkungen                             |
| ---- | -------------------------------------------------------------------------------- | --- | --------------------------------------- |
| 2000 | Bara ni Irodorareta Akui to Higeki no Makuake (薔薇に彩られた悪意と悲劇の幕開け) | — | Erstveröffentlichung: 22. November 2000 |
| 2001 | Sans Retour Voyage "Derniere" ~Encoure Une Fois~                                 | — | Erstveröffentlichung: 18. April 2001    |
| 2001 | Beast of Blood ~de L’Image~                                                      | — | Erstveröffentlichung: 11. Juli 2001     |
| 2002 | Cardinal                                                                         | — | Erstveröffentlichung: 6. Februar 2002   |
| 2002 | Merveilles ~Shuuen to Kisuu~ L’Espace (merveilles ～終焉と帰趨～ l’Espace)       | — | Erstveröffentlichung: 30. März 2002     |
| 2002 | Merveilles ~Cinq Parallele~                                                      | — | Erstveröffentlichung: 30. März 2002     |
| 2007 | Sélection de Performances Live                                                   | JP124 (2 Wo.)JP | Erstveröffentlichung: 28. März 2007     |